# Луттербек
Луттербек (нім. Lutterbek) — громада в Німеччині, розташована в землі Шлезвіг-Гольштейн. Входить до складу району Плен. Складова частина об'єднання громад Пробстай.
Площа — 3,23 км2. Населення становить 353 ос. (станом на 31 грудня 2020).